# Bishop Museum

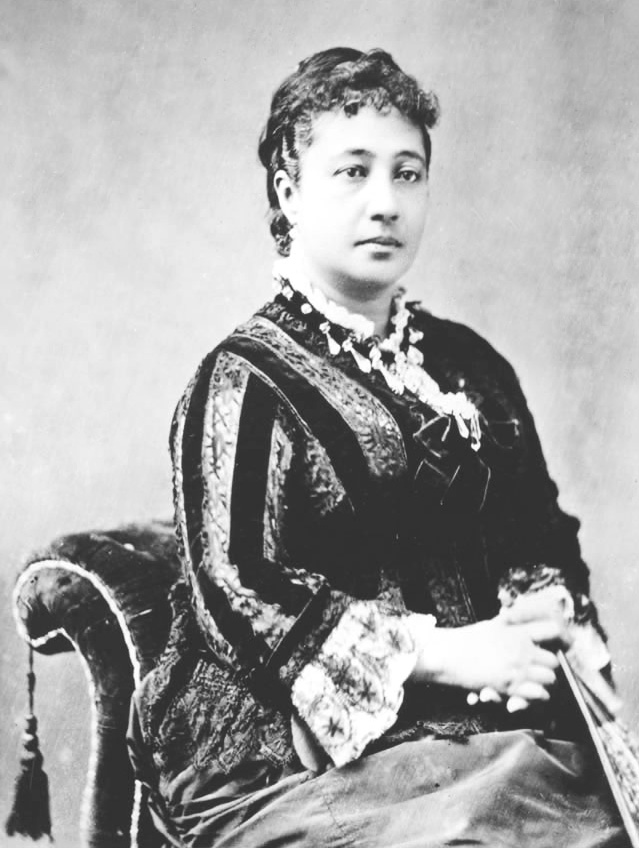
Bernice Pauahi Paki, su esposo, Charles Reed Bishop, creó el museo para preservar las reliquias reales que le legaron tras la muerte de su esposa...

Pauahi Bernice Bishop Museum (o Museo de Historia Natural y Cultural del Estado de Hawái) fue fundado en 1889 por Charles Reed Bishop (1822-1915) en honor a su difunta esposa, la princesa Bernice Pauahi Paki (1831-1884), el último descendiente de la familia real de Kamehameha. El Museo está ubicado en la casa que contenía la colección de objetos hawaianos heredados por la princesa. Museo acreditado por la Asociación Americana de Museos.

## Historia
Se encuentra ubicado en el histórico Kalihi de Honolulu en la isla de Oahu. Además de las colecciones de los objetos hawaianos, el Museo mantiene la tercera mayor colección de insectos de los Estados Unidos que alcanza los 13,5 millones especímenes. El Museo Bishop está abierto todos los días de 9:00 a. m. a 5:00 p. m.